# Sclerolobium goeldianum
Sclerolobium goeldianum är en ärtväxtart som beskrevs av Huber. Sclerolobium goeldianum ingår i släktet Sclerolobium och familjen ärtväxter. Inga underarter finns listade i Catalogue of Life.